# شاخ‌درازتباران
شاخ‌درازتباران (نام علمی: Antilopini) نام یک تبار از زیرخانواده شاخ‌درازیان است.